# فيبيا
فيبيا (بالإنجليزية: Fibbia)‏ هو أحد جبال سلسلة جبال الألب ليبونتيني وجزء من القمة الأم يقع في كانتون تيسينو, سويسرا. يبلغ ارتفاع الجبل حوالي 2738 متر، بينما يبلغ ارتفاع نتوء الجبل متر.